# Orioniderna
Orioniderna är ett meteorregn som förknippas med Halleys komet. Orioniderna har fått sin benämning genom att den punkt som de verkar komma ifrån (radianten), ligger i stjärnbilden Orion, men kan ändå ses över ett stort område av himlen. Orionider är ett årligt meteorregn som varar omkring en vecka i slutet av oktober till början av november. Under vissa år kan meteorer uppträda med 50-70 per timme.

Karta över natthimlen som visar stjärnbilden Orion och Betelgeuse och en del av stjärnbilden Tvillingarna.

## Historik
Meteorskurar, först betecknade som "stjärnskott", härleddes till kometer på 1800-talet. E. G. Herrick gjorde observationer 1839 och 1840 av denna aktivitet som förekommer på natthimlen i oktober. A. S. Herschel producerade den första dokumenterade rapporten, som gav exakta prognoser för nästa meteorregn. Orioniderna produceras av den välkända Halley's komet, som fått sitt namn efter astronomen Edmond Halley och senast passerade den det inre solsystemet 1986 på sin 75-76-åriga omloppsbana. När kometen passerar genom solsystemet sublimerar solen en del av isen, vilket gör att gruspartiklar kan bryta sig bort från kometen. Dessa partiklar fortsätter i kometens bana och framträder som meteorer ("fallande stjärnor") när de passerar genom jordens övre atmosfär.  Halley's komet är också upphov till Eta Aquariids, som förekommer i maj månad varje år.
| År   | Aktivitetsintervall  | Maximum                    | ZHRmax              |
| ---- | -------------------- | -------------------------- | ------------------- |
| 1839 | 8–15 oktober         |                            |                     |
| 1864 | 18–20 oktober        |                            |                     |
| 1981 | 18–21 oktober        | 23 oktober                 | 20                  |
| 1984 | 21–24 oktober        | 21–24 oktober              | (platt maximum)     |
| 2006 | 2 oktober–7 november | 21–24 oktober              | 23 med toppar på 67 |
| 2007 | 20–24 oktober        | 21 oktober (predicted)     | 70                  |
| 2008 | 15–29 oktober        | 20–22 oktober (uppskattad) | 39                  |
| 2009 | 18–25 oktober        | 22 oktober                 | 45                  |
| 2010 |                      | 23 oktober                 | 38                  |
| 2011 |                      | 22 oktober                 | 33                  |
| 2012 | 2 oktober–7 november | 20 oktober och 23 oktober  | 43                  |
| 2013 |                      | 22 oktober                 | ~30                 |
| 2014 | 2 oktober–7 november | 21 oktober                 | 20?                 |
| 2015 | 2 oktober–7 november | 20–21 oktober              | N/A                 |
| 2016 | 2 oktober–7 november | 21 oktober                 | ~10–20              |
| 2017 | 2 oktober-7 november | 21-22 oktober              | N/A                 |
| 2018 | 2 oktober–7 november | 21-22 oktober              | N/A                 |
| 2019 | 2 oktober–7 november | 21-22 oktober              | ~10–20              |

- Detta meteorregn kan ge dubbla toppar samt platåer och tidsperioder med platta maxima som varar i flera dagar.[4]